# 阿麗亞·埃·侯賽因
阿麗亞·阿勒·侯賽因（阿拉伯语：علياء بھاء الدين طوقان，Queen Alia of Jordan，1948年12月25日—1977年2月9日），约旦国王侯賽因·賓·塔拉勒的情妇，后成为其第三任妻子。出生于開羅，她的父亲是一位有巴勒斯坦血統的外交官。
她在1972年12月24日和约旦国王侯賽因在她父亲家的一个私人聚会上结婚，此时国王与第二任妻子刚离婚三天，没有举行任何公开仪式，也没有任何其他王室成员出席。在此之前国王已有过两段婚姻和五个孩子。阿麗亞婚后诞下一子一女并收养了一个女儿。1977年，在一場直升机意外中喪生，終年28歲。约旦的首都机场是为纪念阿丽亚王后而命名为阿勒娅王后国际机场。